# Karl Friedrich Jänisch
Karl Ferdinand Andrejevič Jänisch, rusky Карл Андреевич Яниш (11. dubna 1813, Vyborg - 7. března 1872, Petrohrad) byl ruský šachový mistr a šachový skladatel finského původu.

## Život
Karl Ferdinand Andrejevič Jänisch pocházel z tehdy ještě národnostně převážně finského města Viipuri (dnešní Vyborg), ale prakticky celý svůj život prožil v Petrohradu. Nejprve sloužil v ruské armádě, kde dosáhl hodnosti majora. Po ukončení vojenské kariéry roku 1840  se stal profesorem mechaniky a matematiky na Petrohradské univerzitě a také byl vědeckým tajemníkem Petrohradské společnosti přátel šachu, založené roku 1853.
Ačkoliv nebyl Jänisch v utkáních s ostatními ruskými šachovými mistry příliš úspěšný (roku 1849 sice porazil Ilju Stěpanoviče Šumova 2:1, ale roku 1850 s ním prohrál 1:2 a roku 1851 0:2, se Sergejem Semjonovičem Urusovem remizoval v roce 1854 2:2:) byl v polovině 19. století díky svým teoretickým pracím o šachu druhým nejznámějším ruským hráčem po Alexandru Dmitrijevičovi Petrovovi (se kterým prohrál roku 1844 1:2). Protože se Petrov mezinárodních zápasů nezúčastňoval, byl Jänisch pozván na první mezinárodní turnaj v Londýně v roce 1851 místo něho. Přijel však pozdě a nemohl se proto turnaje zúčastnit. Střetl se tedy alespoň s Howardem Stauntonem a prohrál 2:7 (=1).
Jänisch napsal převážnou většinu svých vědeckých knih včetně knih o šachu francouzsky. Jde především o dílo Analyse nouvelle des ouvertures du jeu des échecs (1842-1843, Analýza šachových zahájení, dva svazky). V této knize Jänisch doplnil Petrovovy rozbory ruské hry, obohatil teorii italské, vídeňské a střelcovy hry a navrhl sicilský gambit (1. e4 c5 2. b4!? ). Analyzoval francouzskou hru a ve španělské hře rozpracoval tah 3. … f5, který bývá označován jako Jänischův gambit. Sepsal rovněž dílo o použití matematiky v šachu s názvem Traité des applications de analyse mathématique au jeu des échecs (1862-1863, Pojednání o aplikaci matematické analýzy v šachu, 3 svazky).